# Sergey Vladimirovich Paramonov
Sergey Vladimirovich Paramonov (tiếng Nga: Сергей Владимирович Парамонов, 1961 - 1998) là nam ca sĩ kiêm nhạc sĩ rất nổi tiếng, có số lượng đĩa bán ra và hit nhiều nhất của dòng nhạc nhẹ Liên Xô (trước đây) hay nước Nga, Belarus và Estonia (hiện nay).
Anh bắt đầu được biết đến từ khi còn là thành viên của Dàn hợp xướng Thiếu nhi Liên Xô (tham gia từ năm lên 8 tuổi) và sau này được chú ý như là một ngôi sao nhạc nhẹ đã đóng góp công sức lớn trong việc khôi phục dòng nhạc dân gian vốn đã bị mai một kể từ sau sự kiện Liên Xô tan vỡ.

## Tiểu sử và sự nghiệp
Sergey Paramanov (thường được người hâm mộ đặt cho biệt danh Cá sấu xanh bởi bài hát mà anh thể hiện khá thành công năm lên 8 tuổi) là một nghệ sĩ đa tài, anh biết chơi cả thảy 6 nhạc cụ bao gồm: Kèn trompet, guitar, đàn balalaika, vĩ cầm, piano và trống.
Ngoài ra anh còn có thể sáng tác được (hiện nay trong gia sản nghệ thuật của Sergey là khoảng trên dưới 109 bài hát, bao gồm 21 ca khúc trong phim cùng những bản nhạc từ có lời tới không lời, chưa kể một đoạn khoảng 50 dòng trong Thánh ca soạn theo lời đề nghị của Đức Giám mục tỉnh Tula...), anh cũng đã có mặt trong 3 bộ phim rất ăn khách của điện ảnh - truyền hình Nga mấy năm trở lại đây nữa.

## Nhạc phẩm thành công nhất
- Cá sấu Gena

- Hãy để mặt trời luôn chiếu sáng

- Hành khúc và ngợi ca Đội Thiếu niên Tiền phong Lenin

- Thổi bùng lên lửa trại (nhạc phim Artek)

- Thời thanh niên sôi nổi

- Hãy cháy sáng lên, ngôi sao của tôi ! (nhạc phim Đại đội 9)

- Tôi yêu em (phỏng thơ A.Pushkin)

- Cây phong cầm cô đơn

- Chiếc khăn xanh

- Khúc hát dành cho Olga yêu dấu (ca khúc viết tặng vợ nhân ngày lễ các bà mẹ)

- Hoa hồng

- Nụ cười sáng tươi từ ánh trăng vàng

- Kaliningrad

- Thu Sibir

- Từ biệt phố Minsk (bài hát của hit)

- Thơ tình Dunaya

- Tim anh cháy rực lửa hồng, ôi tình yêu nồng nàn của anh !

- Tôi đi tìm những đại lộ nước Nga

- Đốm sáng (nhạc phim Mật danh Cholok)

- Tuyết, cây thông Noel và em (nhạc phim Giáng sinh)

- Giao khúc

- Cheryoshka

- Bài hát bỏ quên nơi rừng taiga xa xôi

- Nước Nga, ôi nước Nga

- Chàng trai Cossack ca ngợi em, vụ mùa và thảo nguyên Nga bao la thắm tình

- Rodinu

- Kombat (nhạc phim Không tặc)

- Nắng chiếu miền Kamchatka

- Những bông hoa hướng dương

- Lá phong đổi màu

## Phim đã tham gia
- Mật danh Cholok (trong vai Thiếu tá Adam Klimov) (5 - 2000)

- Không tặc (8 - 1997)

- Ngôi sao cô đơn (phim truyền hình dài 65 tập, 1998)

## Tự truyện
- Về mùa thu (1998)